# Церовац (Бизовац)
Церовац (хрв. Cerovac) је насеље у југоисточном делу општине Бизовац у Осјечко-барањској жупанији. Насеље се налази на 90 метара надморске висине у низији источнохрватске равнице.

## Историја
Налази се у близини села Селци, а јужно од села Саматовци. Село је настало на пропланку на узвишењу. У попису насеља и броја становника општине Валпова из 1857. до 1871. приказани су подаци о Церовцу заједно са Петријевцима. Било је то тек 1880. издвојено је и приказано 56 становника, а 2011. године, Церовац је имао 24 становника, а селу у догледно време прети нестанак.

## Становништво
Самостално насеље од 1981. настало издвајањем дела из насеља Петријевци. У саставу насеља је од 1880. године. Од 1910. године до 1971. године исказује се под именом Церовац Петријевачки. Године 1869 подаци су садржани у насељу Петријевци.